# San Antonio (métro de Medellín)
Pour les articles homonymes, voir San Antonio.
San Antonio est une station du métro de Medellín sur les ligne A et ligne B, à Medellín en Colombie.
La ligne A (Azul), la plus grande avec une distance de 25,8 km du nord au sud, est connectée à la ligne B (Naranja) depuis la station San Antonio, près de la place du même nom située au centre de la ville.
La ligne B, d'une longueur de 5,5 km, dessert 6 stations entre San Antonio et San Javier.
Une ligne est-ouest de tramway sur pneumatiques de 4,2 km relie San Antonio (correspondance avec les lignes de métro A et B) et le quartier Alejandro Echavarria. Les travaux de cette ligne de tramway partant de la station de San Antonio ainsi que deux lignes de métro-câble pour desservir les quartiers d'El Pinal et Villa Liliam ont fait l'objet, le 10 mai 2011, de la signature d'une convention de crédit de l'Agence française de développement (AFD), soit 250 millions de dollars en faveur de la municipalité de Medellín. 